# أحمد بن نصر الخزاعي
أبو عبد الله أحمد بن نصر بن مالك بن الهيثم الخزاعي المروزي البغدادي (غير معروف – 231هـ / 846م) إمام وعالم مسلم في علم الحديث في بغداد، قتل على يد الخليفة الواثق، رافق الامام أحمد بن حنبل وعاش معه محنة خلق القرآن ووصول المعتزلة للحكم. كان جده أحد نقباء الدولة العباسية، وكان أحمد أمّاراً بالمعروف، قوالاً بالحق.
سمع من: الإمام مالك، وحماد بن زيد، وابن عيينة، وهشيم بن بشير وغيرهم. وروى قليلا وحدث عنه: عبد الله بن الدورقي، ومحمد بن يوسف بن الطباع، ومعاوية بن صالح الأشعري، وآخرون

## مقتله
أورد الخطيب البغدادي في تاريخ بغداد قال: «كان أحمد بن نصر بن مالك بن الهيثم الخزاعي من أهل الحديث، وكان جده من نقباء بني العباس، وكان أحمد وسهل بن سلامة ـ حين كان المأمون بخراسان ـ بايعا الناس على الأمر بالمعروف والنهي عن المنكر، إلى أن دخل المأمون بغداد فرفق بسهل حتى لبس السواد، وأخذ الأرزاق، ولزم أحمد بيته، ثم أن أمره تحرك في بغداد في آخر أيام الواثق، واجتمع إليه خلق من الناس يأمرون بالمعروف إلى أن ملكوا بغداد، وتعدى رجلان من أصحابه يقال لأحدهما طالب في الجانب الغربي، ويقال للآخر أبو هارون في الجانب الشرقي، وكانا موسرين فبذلا مالاً وعزماً على الوثوب ببغداد في شعبان سنة إحدى وثلاثين ومائتين، فنم عليهم قوم إلى إسحاق بن إبراهيم، فأخذ جماعة فيهم أحمد بن نصر وأخذ صاحبيه طالبا وأبا هارون فقيدهما، ووجد في منزل أحدهما أعلاماً، وضرب خادماً لأحمد بن نصر فأقر أن هؤلاء كانوا يصيرون إليه ليلاً فيعرفونه ما عملوا، فحملهم إسحاق مقيدين إلى سر من رأى، فجلس لهم الواثق وقال لأحمد بن نصر: دع ما أخذت له، ما تقول في القرآن؟ قال: كلام الله. قال: أفمخلوق هو؟ قال: هو كلام الله قال: أفترى ربك في القيامة ؟ قال: كذا جاءت الرواية، فقال: ويحك يرى كما يرى المحدود المتجسم؟ يحويه مكان، ويحصره الناظر، أنا أكفر برب هذه صفته، ما تقولون فيه ؟ فقال عبد الرحمن بن إسحاق ـ وكان قاضياً على الجانب الغربي ببغداد فعزل ـ هو حلال الدم، وقال جماعة من الفقهاء كما قال. فأظهر ابن أبي دواد الإيادي أنه كاره لقتله، فقال للواثق: يا أمير المؤمنين شيخ مختل لعل به عاهة أو تغير عقل، يؤخر أمره. فقال الواثق: ما أراه إلا مؤدياً لكفره، قائماً بما يعتقده منه. ودعا الواثق بالصمصامة وقال: إذا قمت إليه فلا يقومن أحد معي، فإني أحتسب خطاي إلى هذا الكافر الذي يعبد رباً لا نعبده ولا نعرفه بالصفة التي وصفه بها. ثم أمر بالنطع فأجلس عليه وهو مقيد، وأمر بشد رأسه بحبل، وأمرهم أن يمدوه ومشى إليه حتى ضرب عنقه، وأمر بحمل رأسه إلى بغداد، فنصب بالجانب الشرقي أيامًا، وفي الجانب الغربي أياماً، وتتبع رؤساء أصحابه فوضعوا في الحبوس.»